# Héjj Dávid Ádám
Héjj Dávid Ádám magyar szociológus, politikus, miniszterelnöki biztos, kormánybiztos, 2018. május 8. óta a Fidesz – Magyar Polgári Szövetség országgyűlési képviselője.

## Családja
Nős, felesége Dr. Sáska Nóra Anna. Közös gyermekük Héjj Olivér Tasziló.

## Életpályája

### Tanulmányai
2014-ben végezte el a Pázmány Péter Katolikus Egyetem Bölcsészet- és Társadalomtudományi Karán.
Japán nyelven társalgási szinten tud. C-típusú középfokú angol nyelvvizsgája van.

### Politikai pályafutása
2018. május 8. óta a Fidesz – Magyar Polgári Szövetség országgyűlési képviselője. 2018. május 11. óta az Országgyűlés Törvényalkotási bizottságának a tagja.
Az első Orbán-kormány elején Lázár János (akkor Fidesz-frakcióvezető) kabinetfőnöke volt, majd néhány év elteltével a Miniszterelnökség koordinációs ügyekért felelős vezetőjévé lépett elő. Orbán Viktor miniszterelnök saját biztosává nevezte ki 2018 nyarán, 2022-től pedig a kormányzati egyeztetések koordinálásáért felelős kormánybiztossá, egyben az Országos Beruházás Monitoring rendszer működtetéséért is felelős kormánybiztosként.